# Famille Carpentier de Changy
Pour les articles homonymes, voir Carpentier et Changy.
La famille Carpentier est une famille subsistante de la noblesse française, originaire de Decize, dans la Nièvre, où sa filiation suivie remonte à 1442. Elle a été anoblie en 1667 dans le Nivernais. Cette famille, devenue franco-belge à partir de 1846, fait aussi partie de la noblesse belge depuis 1892.

## Histoire
Cette famille est originaire du Nivernais. Sa filiation suivie commence avec Colinet Carpentier, notaire, procureur et fabricien à Decize. Il y épouse Jehanneton de Savigny le 28 février 1442. Cette famille a longtemps été dans une situation noble douteuse et sa situation fut contestée à plusieurs reprises au XVIIe siècle. Elle demanda donc des lettres de réhabilitation pour dérogeance qu'elle obtint en 1662, mais comme l'intendant de la province les contesta et que les anoblissements furent révoqués, elle dut demander de nouvelles lettres qu'elle obtint en 1667. Toujours contestée, elle se tourna vers le Conseil d'État, qui la maintint noble en 1669 sur la base d'une fausse parenté avec une famille homonyme des Flandres.
Jacques Carpentier, sieur de Marigny, compris dans l'anoblissement de 1667, obtint un titre de baronnet dans le royaume d'Angleterre vers les années 1660,.
Sous le Second Empire, Napoléon III accorda en 1859 à l'aîné de famille un titre héréditaire de comte.

## Personnalités
- Jacques Carpentier de Marigny (1615-1673), poète et prosateur satirique, prieur de Cessy, chambellan de Christine de Suède, attaché au prince de Condé puis au cardinal de Retz, conseiller et maître d'hôtel du roi[1].
- François Ignace Carpentier de Changy (1753-1812), officier royaliste français.
- Alain Carpentier de Changy (1922-1994), pilote automobile belge.

## Portraits

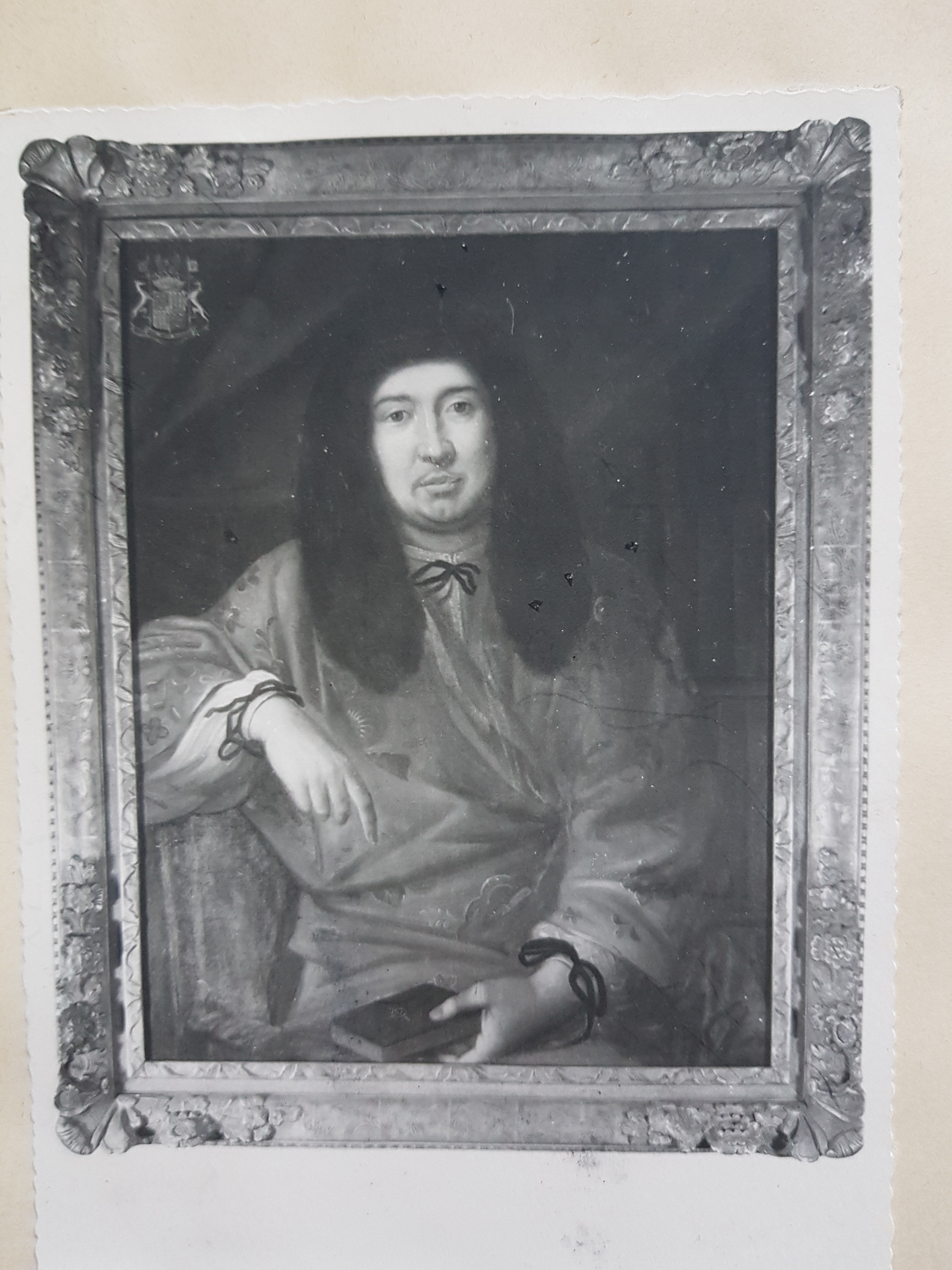
Jacques Carpentier de Marigny (1615-1673)
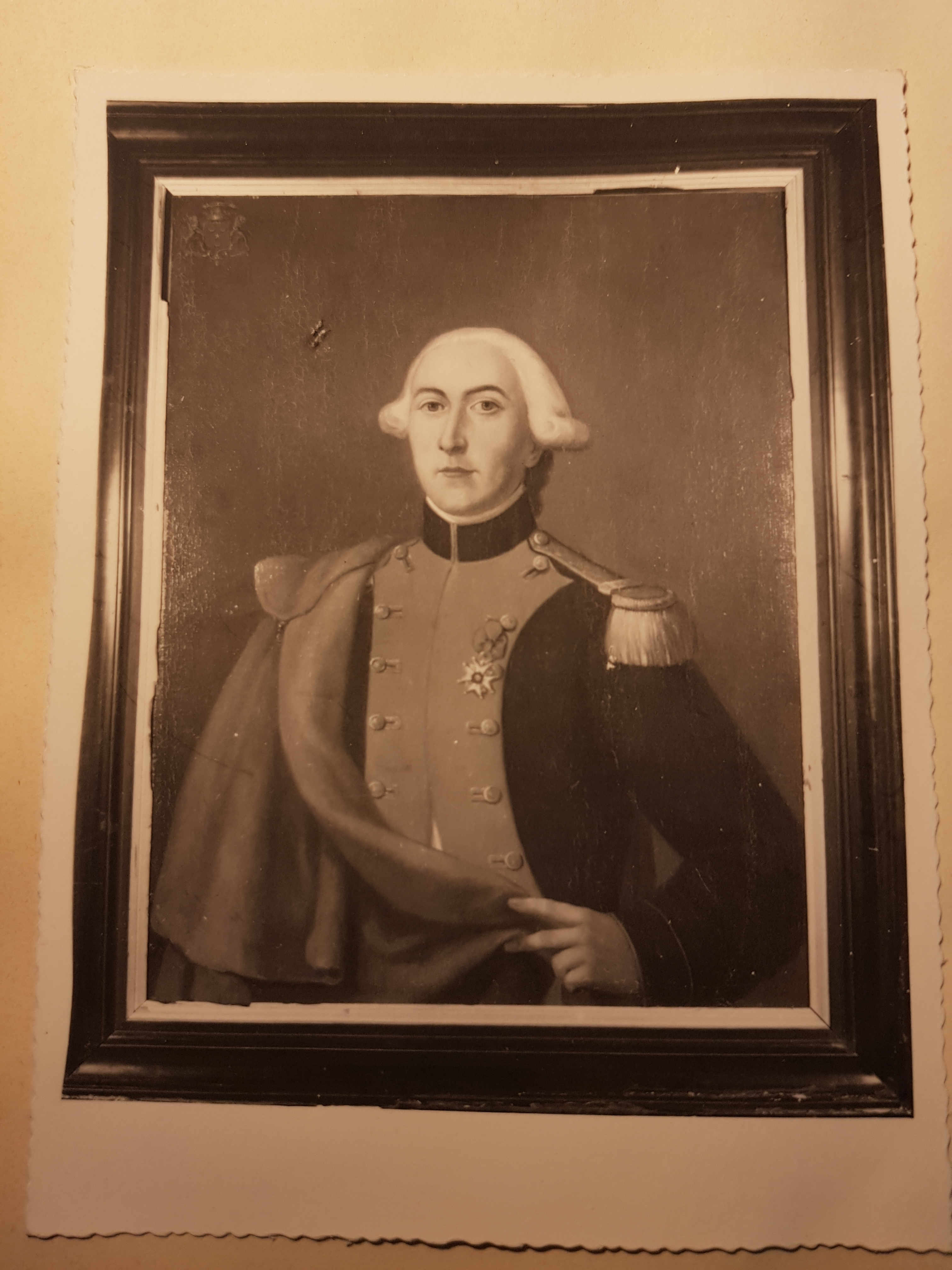
François Ignace Carpentier de Changy (1753-1812)

## Preuves de noblesse
- Baronnet anglais en 1658 (éteint)
- lettres de réhabilitation de noblesse en 1662
- lettres de réhabilitation de noblesse en 1667
- maintenue noble en 1669 par le Conseil d'État
- titre de comte transmissible à la primogéniture mâle en 1859 par Napoléon III
- admis dans la noblesse belge en 1892, 1940 et 1957
- concessions du titre de comte transmissible à la primogéniture mâle en 1892, 1934, 1940, 1962 et 1966

## Héraldique
| Armoiries de la famille Carpentier | Armoiries de la famille Carpentier |
| ---------------------------------- | --- |
|                                    | Blasonnement : D'azur, à une étoile d'or accompagnée de trois croissants d'argent. L'écu surmonté pour le titulaire d'une couronne de comte, et supporté par deux lévriers contournés d'argent, colletés d'or, et, pour les autres descendants, sommé d'un heaume d'argent, grillé, colleté et liseré d'or, doublé et attaché de gueules, aux bourrelet et lambrequins d'or et d'azur. Cimier: un lévrier issant d'argent, colleté d'or. Devise: Dieu m'aide d'or, sur un listel d'azur. Notes : La armes primitives de la famille, ainsi que celles de la branche britannique se blasonnent : d'azur, au chevron d'or accompagné de trois croissants d'argent |

## Alliances
- d'Astier
- de la Bussière
- de Cavailhès de Prébens
- de Chazal de Chamarel
- van Dievoet
- Gaignault
- Goffinet
- Leyniers
- de la Maisonfort
- de La Poëze
- de Savigny
- Terlinden
- de Villebois-Mareuil
- du Verne de Marancy
- de Vynck